# Xie Zhenye
Xie Zhenye (n. 17 august 1993, Shaoxing⁠(d), Republica Populară Chineză) este un sprinter ce a reprezentat Republica Populară Chineză, medaliat olimpic. A participat la 4 ediții ale Jocurilor Olimpice (2012, 2016, 2020, 2024) în care a câștigat o medalie de bronz în proba de 4x100 de metri.

## Palmares
| An   | Competiție                     | Locație                    | Loc | Eveniment     | Note    |
| ---- | ------------------------------ | -------------------------- | --- | ------------- | ------- |
| 2010 | Jocurile Olimpice de Tineret   | Singapore                  | 1   | 200 m         | 21,22   |
| 2010 | Jocurile Olimpice de Tineret   | Singapore                  | 5   | ștafetă mixtă | 1:54,14 |
| 2012 | Campionatul Asiei de Juniori   | Colombo, Sri Lanka         | 2   | 100 m         | 10,54   |
| 2012 | Campionatul Asiei de Juniori   | Colombo, Sri Lanka         | 1   | 200 m         | 21,15   |
| 2012 | Campionatul Mondial de Juniori | Barcelona, Spania          | 8   | 100 m         | 10,59   |
| 2012 | Campionatul Mondial de Juniori | Barcelona, Spania          | 5   | 200 m         | 20,66   |
| 2012 | Jocurile Olimpice              | Londra, Marea Britanie     | 30  | 200 m         | 20,69   |
| 2013 | Campionatul Asiei              | Pune, India                | 1   | 200 m         | 20,87   |
| 2013 | Campionatul Asiei              | Pune, India                | 3   | 4×100 m       | 39,17   |
| 2013 | Campionatul Mondial            | Moscova, Rusia             | 28  | 200 m         | 20,74   |
| 2014 | Ștafetele Mondiale             | Nassau, Bahamas            | 11  | 4×100 m       | 38,83   |
| 2014 | Ștafetele Mondiale             | Nassau, Bahamas            | 7   | 4×200 m       | 1:25,83 |
| 2014 | Jocurile Asiatice              | Incheon, Coreea de Sud     | 24  | 200 m         | DS      |
| 2014 | Jocurile Asiatice              | Incheon, Coreea de Sud     | 1   | 4×100 m       | 37,99   |
| 2015 | Ștafetele Mondiale             | Nassau, Bahamas            | 21  | 4×100 m       | 57,98   |
| 2015 | Ștafetele Mondiale             | Nassau, Bahamas            | –   | 4×200 m       | DS      |
| 2015 | Campionatul Asiei              | Wuhan, China               | 4   | 100 m         | 10,25   |
| 2015 | Campionatul Mondial            | Beijing, China             | –   | 200 m         | DS      |
| 2015 | Campionatul Mondial            | Beijing, China             | 2   | 4×100 m       | 38,01   |
| 2016 | Campionatul Mondial în sală    | Portland, Statele Unite    | 4   | 60 m          | 6,53    |
| 2016 | Jocurile Olimpice              | Rio de Janeiro, Brazilia   | 16  | 100 m         | 10,11   |
| 2016 | Jocurile Olimpice              | Rio de Janeiro, Brazilia   | 4   | 4×100 m       | 37,90   |
| 2017 | Ștafetele Mondiale             | Nassau, Bahamas            | 3   | 4×100 m       | 39,22   |
| 2017 | Campionatul Mondial            | Londra, Marea Britanie     | 20  | 100 m         | 10,28   |
| 2017 | Campionatul Mondial            | Londra, Marea Britanie     | 4   | 4×100 m       | 38,34   |
| 2018 | Campionatul Mondial în sală    | Birmingham, Marea Britanie | 4   | 60 m          | 6,52    |
| 2019 | Campionatul Asiei              | Doha, Qatar                | 1   | 200 m         | 20,33   |
| 2019 | Campionatul Asiei              | Doha, Qatar                | 8   | 4×100 m       | DS      |
| 2019 | Ștafetele Mondiale             | Yokohama, Japonia          | 4   | 4×100 m       | 38,16   |
| 2019 | Campionatul Mondial            | Doha, Qatar                | 13  | 100 m         | 10,14   |
| 2019 | Campionatul Mondial            | Doha, Qatar                | 7   | 200 m         | 20,14   |
| 2019 | Campionatul Mondial            | Doha, Qatar                | 6   | 4×100 m       | 38,07   |
| 2021 | Jocurile Olimpice              | Tokio, Japonia             | 27  | 100 m         | 10,16   |
| 2021 | Jocurile Olimpice              | Tokio, Japonia             | 18  | 200 m         | 20,45   |
| 2021 | Jocurile Olimpice              | Tokio, Japonia             | 3   | 4×100 m       | 37,79   |
| 2022 | Campionatul Mondial            | Eugene, Statele Unite      | 15  | 200 m         | 20,41   |
| 2022 | Campionatul Mondial            | Eugene, Statele Unite      | 12  | 4×100 m       | 38,83   |
| 2023 | Campionatul Asiei              | Bangkok, Thailanda         | 4   | 200 m         | 20,66   |
| 2023 | Campionatul Asiei              | Bangkok, Thailanda         | 2   | 4x100 m       | 38,87   |
| 2023 | Jocurile Asiatice              | Hangzhou, China            | 1   | 100 m         | 9,97    |
| 2023 | Jocurile Asiatice              | Hangzhou, China            | 1   | 4×100 m       | 38,29   |
| 2024 | Ștafetele Mondiale             | Nassau, Bahamas            | 6   | 4×100 m       | 38,75   |
| 2024 | Jocurile Olimpice              | Paris, Franța              | 28  | 100 m         | 10,16   |
| 2024 | Jocurile Olimpice              | Paris, Franța              | 7   | 4×100 m       | 38,06   |